# José María Yanguas Sanz
José María Yanguas Sanz (Alberite, 26 de outubro de 1947) é um clérigo católico romano espanhol e bispo de Cuenca.

## Biografia
José María Yanguas Sanz prosseguiu os estudos eclesiásticos no seminário diocesano de Calahorra e em 19 de junho de 1972 foi ordenado sacerdote para a mesma diocese. Em 1971 iniciou os estudos de filosofia em Pamplona e em 1974 os de teologia nas respectivas faculdades da Universidade de Navarra, obtendo o doutoramento em teologia em 1978 e o doutoramento em filosofia em 1991. É autor de inúmeras publicações, especialmente sobre temas morais.
Iniciou o seu ministério sacerdotal como colaborador em várias paróquias de Logroño, entre 1971 e 1972. Foi Capelão e Professor de Teologia para estudantes universitários das Faculdades Civis na Universidade de Navarra (1972-1978; 1980-1986), Secretário do Departamento de Teologia para Estudantes Universitários (1976-1978), Capelão Militar (1978-1980). Professor de Teologia Dogmática (1976-1981), Professor de Ética e Teologia Moral (1981-1989), Membro do Comitê Gestor da revista Scripta Theologica (1982-1986), Diretor de Investigação da Faculdade de Teologia da Universidade de Navarra e Professor Associado de Ética da Faculdade Eclesiástica de Filosofia (1988-1989), Oficial da Congregação para os Bispos (1989-2005) e Professor Visitante da Pontifícia Universidade da Santa Cruz (1990-2005). Em Roma foi Capelão das Irmãs da Sagrada Família de Spoleto e colaborou pastoralmente na paróquia de Santa Maria della Divina Provvidenza (1990-2005). Em 20 de abril de 2001 foi nomeado Prelado Honorário de Sua Santidade.
Papa Bento XVI o nomeou bispo de Cuenca em 23 de dezembro de 2005. O arcebispo de Toledo, Antonio Cañizares Llovera, concedeu a ordenação episcopal em 25 de fevereiro do ano seguinte; os co-consagradores foram o arcebispo Francesco Monterisi, secretário da Congregação para os Bispos, e Ramón del Hoyo López, bispo de Jaén.

Na Conferência Episcopal Espanhola, é membro da Comissão para a Doutrina da Fé desde março de 2024. Além de ser membro do Conselho Episcopal para Assuntos Jurídicos desde março de 2020. Durante o triênio 2017-20 foi membro da Comissão Episcopal para a Doutrina da Fé. Foi membro desta Comissão desde 2005 e da Comissão de Seminários e Universidades desde 2008.